# Siebenbürgischer Würgengel
Mathias Miles Siebenbürgischer Würg-Engel (magyarul Erdélyi öldöklő angyal) című könyve egyike az erdélyi szász történetírás kevés fennmaradt írásos művének, egyúttal az első ezek közül, amely nemcsak latin nyelven, hanem németül is megjelent. A könyv első ízben 1670-ben Nagyszebenben jelent meg és még a 19. században is egyike volt az erdélyi szászok legnépszerűbb könyveinek, amelyet nem csak a lelkészek és tanárok, hanem a kézművesek is megvásároltak.
A könyv teljes címe:
- németül: Siebenbürgischer Würg-Engel oder Chronicalischer Anhang der 15. Seculi nach Christi Geburth aller theils in Siebenbürgen theils in Ungern und sonst Siebenbürgen angräntzenden Ländern fürgelauffener Geschichten. Woraus nicht nur allein die grewligstbluttige Anschläge, Krige, und Zeittungen, dessen villfältiger Feinde, sondern auch die gehäumbste Rath-Schlüsse beyder Keyser, Könige, Fürsten, und Woyvoden zu erkündigen, durch welche diss bedrängte Vatterland theils vohl gerieret, theils vollends in Abgrund des Verderbens gestürtzet worden: Auch welcher gestalt nebenst der Augspurgischer Confession die übrige im Lande angenommene Religionen drinnen erwachsen seyn
- magyarul: Erdélyi öldöklő angyal avagy Krónikai függelék Erdély minden részének, Magyarország részeinek valamint az Erdéllyel határos országok Krisztus születése utáni 15. századának történetéről. Benne nemcsak a legiszonyatosabban véres csaták és háborúk, ezeknek nagyszámú ellenségei ismertetnek meg, hanem mindkét császár, királyok, hercegek és fejedelmek legtitkosabb tanácskozásai, melyek által ezen fenyegetett haza részben jó sorra jutott, részben a romlás szakadékába taszíttatott: Valamint milyen formán növekedtek az országnak az ágostai hitvallás mellett bevett vallásai.

Történelmi szempontból a Bosszúálló angyal a barokk történetírásnak tipikus darabja. Szokatlanul hosszú alcíme jól illeszkedik az olyan 17. századi, szintén homályos című művek sorába, mint a Ruina Transylvaniae (David Hermann) vagy a  Hydra Transylvanica (Daniel Wolff). Miles Erdély és a környező országok 16. századi eseményeivel foglalkozik. A mű horizontja jóval a Királyföldön túlra kiterjed, ami egyedivé teszi az akkori idők erdélyi történetírói között.
Miles nem jelölte meg forrásait, de többet közülük sikerült azonosítani: néhány korábbi szász krónika mellett felhasználta Christian Schesaeus Ruina Pannonica című költeményét, valamint Szamosközy István Rerum Transylvanarum Pentades című művét. Az anyag egy része korának dokumentumaiból (levelek, beszédek, országgyűlési határozatok) származik. Szekfű Gyula szerint ez a mű a szász és a magyar történetírás legszégyenteljesebb plágiuma, azonban a 21. századi kutatók ezzel a megállapítással már nem értenek egyet, mivel a kompiláció még a 18. században is bevett szokás volt.
A krónikában megtalálhatóak a kor magyarországi történelmének nevezetes eseményei, például a mohácsi csata, Szigetvár ostroma, illetve Eger ostroma.

## Fordítás
- Ez a szócikk részben vagy egészben a Siebenbürgischer Würg-Engel című német Wikipédia-szócikk ezen változatának fordításán alapul.  Az eredeti cikk szerkesztőit annak laptörténete sorolja fel. Ez a jelzés csupán a megfogalmazás eredetét és a szerzői jogokat jelzi, nem szolgál a cikkben szereplő információk forrásmegjelöléseként.